# Watermolen van Aspelare
De Watermolen van Aspelare (ook: Watermolen Prieels) is een watermolen in de tot de Oost-Vlaamse gemeente Ninove behorende plaats Aspelare, gelegen aan de Damweg 1.
Deze bovenslagmolen op de Beverbeek fungeerde als korenmolen.

## Geschiedenis
Al in 1473 was sprake van een watermolen op deze plaats. De huidige molengebouwen zijn in hoofdzaak 19e-eeuws. Het oudste deel is van 1776. In 1872 werd een stoommachine geplaatst en een vierkante schoorsteen opgericht die bewaard is gebleven. Vanaf 1957 werd de maalderij slechts mechanisch bedreven, met een dieselmotor als krachtbron. Omstreeks 1967 werd het metalen bovenslagrad verwijderd.